# Liste der Naturdenkmale in Bad Lausick

Wappen von Bad Lausick

Lage von Bad Lausick

In der Liste der Naturdenkmale in Bad Lausick werden die Einzel-Naturdenkmale, Geotope und Flächennaturdenkmale in der Stadt Bad Lausick im Landkreis Leipzig und ihren Ortsteilen Ballendorf, Beucha, Buchheim, Ebersbach, Etzoldshain, Glasten, Kleinbeucha, Lauterbach, Steinbach, Stockheim, Thierbaum aufgeführt.
Bisher sind laut der angegebenen Quellen 3 Einzel-Naturdenkmal, 0 Geotope und 4 Flächennaturdenkmale bekannt und hier aufgelistet.
Die Angaben der Liste basieren auf Daten der Bekanntmachungs-Seite des Landkreises und den Daten auf dem Geoportal des Landkreises Leipzig.

## Definition
„Gesetz über Naturschutz und Landschaftspflege (BNatSchG), § 28 Naturdenkmäler:
 Naturdenkmäler sind rechtsverbindlich festgesetzte Einzelschöpfungen der Natur oder entsprechende Flächen bis zu fünf Hektar, deren besonderer Schutz erforderlich ist
1. aus wissenschaftlichen, naturgeschichtlichen oder landeskundlichen Gründen oder
2. wegen ihrer Seltenheit, Eigenart oder Schönheit.“

„SächsNatSchG, § 18 Naturdenkmäler (zu § 28 BNatSchG):
1. Die Erklärung nach § 22 Abs. 1 BNatSchG von Teilen von Natur und Landschaft als Naturdenkmal erfolgt durch Rechtsverordnung oder Einzelanordnung.
2. Über § 28 Abs. 1 BNatSchG hinaus können Naturdenkmäler zur Sicherung von Lebensgemeinschaften oder Lebensstätten von im Bestand gefährdeten oder streng geschützten Arten festgesetzt werden.“

## Legende
- Bild: zeigt ein vorhandenes Foto des Naturdenkmals.
- ND/GEO/FND-Nr: zeigt die jeweilige Nr. des Objekts – ND (Einzel-)Naturdenkmal, GEO Geotope oder FND (Flächen-Naturdenkmal)
- Beschreibung: beschreibt das Objekt näher
- Koordinaten: zeigt die Lage auf der Karte
- Quelle: Link zur Referenzquelle

## (Einzel-)Naturdenkmale (ND)
| Bild           | ND-Nr. | Ortsteil   | Alter  | Beschreibung | Koordinaten                                       | Quellen                                      |
| -------------- | ------ | ---------- | ------ | --- | ------------------------------------------------- | -------------------------------------------- |
| Weitere Bilder | ND 01  | Ballendorf | unbek. | Eiche am Steinbruch nördlich B 176 | 51° 8′ 15″ N, 12° 42′ 46″ O (Flurstück-Nr. 719-2) | SG Naturschutz: VO 2013-09-03                |
| Weitere Bilder | ND 02  | Glasten    | unbek. | die Winter-Linde Tilia cordata am südwestlichen Ortsrand von Glasten in der Bachaue der Parthe hat einen Stammumfang von ca. 2,5 m und wurde wegen seines hohen Entwicklungspotenzials als schöner, auffälliger Baum in der Agrarlandschaft unter Schutz gestellt. | 51° 9′ 22″ N, 12° 41′ 45″ O (Flurstück-Nr. 244-3) | SG Naturschutz: VO 2020-07-15, Nachweis-Doku |
| Bild gesucht   | ND 03  | Thierbaum  | unbek. | Linde an den Wasserlöchern, am Weg zum Weißen Stein | 51° 6′ 29″ N, 12° 43′ 29″ O (Flurstück-Nr. 143-1) | SG Naturschutz: VO 2013-09-03                |

## Flächennaturdenkmale
| Bild            | FND-Nr.   | Name                          | Beschreibung                                                                                           | Verordnet  | Fläche   | Koordinaten                 | Quellen                          |
| --------------- | --------- | ----------------------------- | --- | ---------- | -------- | --------------------------- | -------------------------------- |
| Bild gesucht BW | l_la: 65  | Feldgehölz Etzoldshain        | | 03.03.1982 | 9854 m²  | 51° 9′ 24″ N, 12° 39′ 42″ O | Beschluss RdK Grimma 483/VIII/82 |
| Weitere Bilder  | l_la: 69  | Schieferberg im Forst Glasten | Waldbiotop am Schieferberg im Glastener Forst, südlich der Straße K8341 zwischen Glasten und Schönbach | 03.03.1982 | 29434 m² | 51° 8′ 51″ N, 12° 42′ 9″ O  | Beschluss RdK Grimma 483/VIII/82 |
| Bild gesucht BW | l_la: 70  | Hegeholz Lauterbach           | | 03.03.1982 | 73007 m² | 51° 10′ 1″ N, 12° 38′ 52″ O | Beschluss RdK Grimma 483/VIII/82 |
| Bild gesucht BW | l_la: 121 | Kirchenholz Ebersbach         | | 29.08.1973 | 82626 m² | 51° 5′ 43″ N, 12° 40′ 51″ O | Beschluss RdK Geithain 85/17/73  |